# Sitarail
La Société internationale de transport africain par rail ou SITARAIL, est une société basée à Abidjan, filiale de Africa Global Logistics (AGL) opérant les chemins de fer en Côte d'Ivoire et au Burkina Faso. La société dispose d'une concession sur le réseau ferré de ces deux pays.

## Ligne exploitée
- Ligne d'Abidjan à Ouagadougou : 1 260 km

## Historique
La ligne de chemin de fer entre Abidjan et Ouagadougou a été construite entre 1905 et 1954. De 1960 à 1989, cette ligne était gérée et exploitée par une entreprise publique bi-nationale, la Régie des chemins de fer Abidjan-Niger (la RAN) appartenant à la Côte d’Ivoire et au Burkina Faso. Les deux pays décident de recourir à un concessionnaire en décembre 1994. La ligne est concédée à la Sitarail en août 1995 pour une durée de 15 ans. La crise ivoirienne provoque l'interruption du trafic à compter du 19 septembre 2002. La frontière avec le Burkina Faso reste fermée jusqu'en juin 2003. Le trafic reprend timidement pour les voyageurs en octobre 2003. Mais en raison de l'insécurité, le trafic est en nette baisse : en 2004, on enregistre une diminution de 50 %.
En janvier 2022 est annoncé que l'armateur MSC allait reprendre la société mère de la Sitarail, de la Camrail et de la Benirail, Bolloré Africa logistics. 
En mars 2022, les autorités du Burkina Faso remettent en cause le contrat signé avec Bolloré Africa Logistics et dénoncent la mauvaise gestion du chemin de fer du pays par Sitarail. 

## Matériel roulant
(juin 2018).
- Locomotives : 24

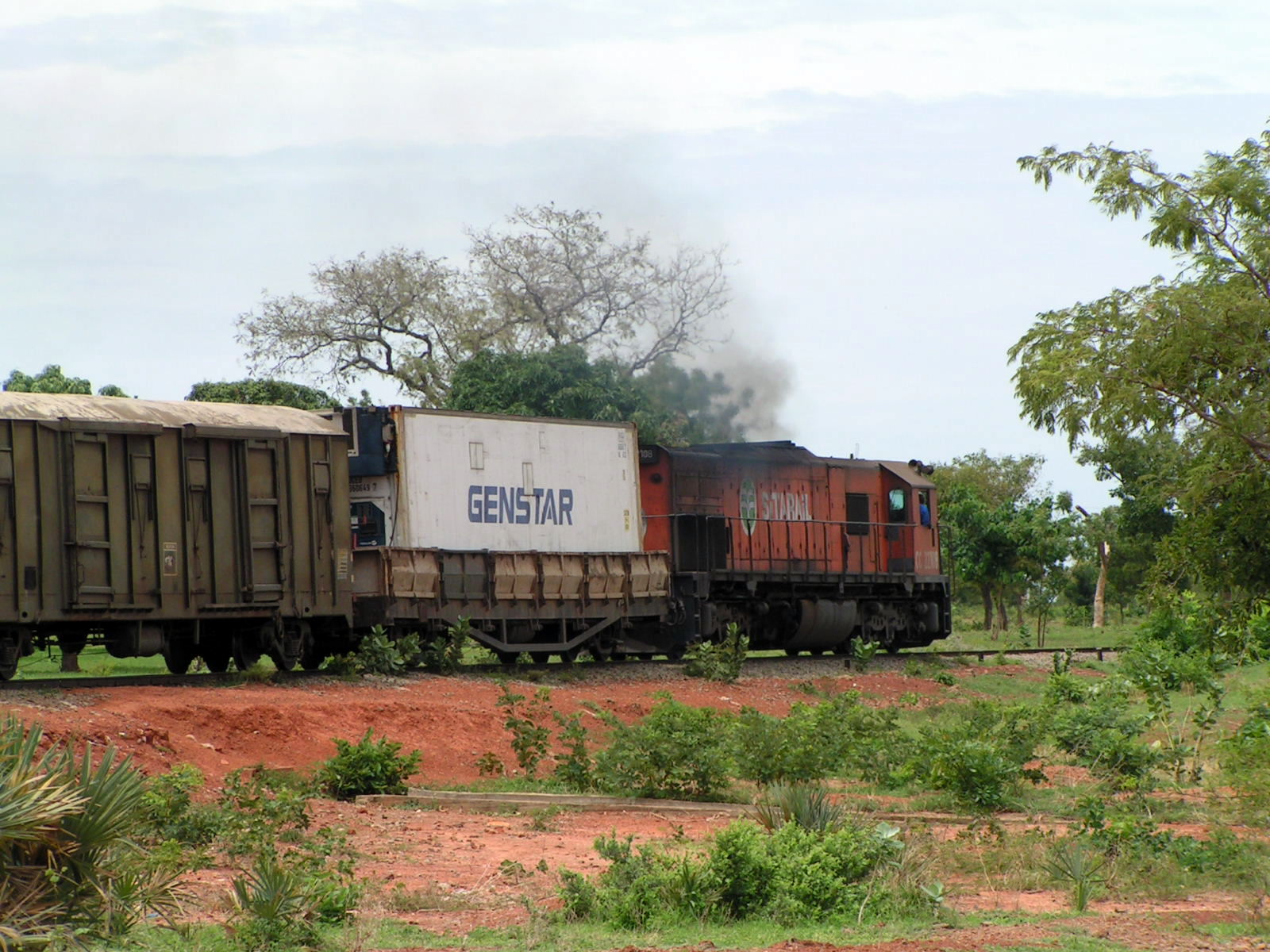
La locomotive Sitarail CC 22108 a quitté la Gare de Bobo-Dioulasso et tire un train de marchandise en direction d'Abidjan, mai 2006.

Sur les 39 locomotives propriété des deux sociétés nationales en 1995, Sitarail n'en reprend que 13 appartenant à la série CC 2200. Sitarail ne possède en propre que quatre machines, reconditionnées par la firme Transtrade en 1996.
Au gré des reconditionnements, Sitarail a utilisé un total de 20 CC 2000. Le parc a pu atteindre un total de 24 machines. En 2005, il n'était plus que de 19 locomotives.
| Type  | Série   | N° Sitarail    | Constructeur   | Type usine | N° usine       | Année | Puissance | Notes                        |
| CC DE | CC 2000 | CC 2001 à 2002 | General Motors | GL 26 MC   | 31192 et 31204 | 1966  | ?         | Ex Spoornet 33.202 et 33.214 |
| CC DE | CC 2000 | CC 2003 à 2004 | General Motors | GL 26 MC   | 31194 et 31199 | 1966  | ?         | Ex Spoornet 33.204 et 33.209 |

- Wagons (fourgons) : 631 (propres) plus 197 (appartenant à des tiers)
- Voitures passagers : 29 en 2005

## Investissements
Le Plan national de développement 2012-2015 prévoit la remise en état prioritaire du réseau Sitarail afin de favoriser le redémarrage des exportations agricoles et agro-industrielles.
Des travaux de la réhabilitation de la ligne ont débuté le 15 septembre 2017 pour un montant 262 milliards de francs CFA (soit 400 millions d’euros). Ils doivent permettre notamment le prolongement de la ligne jusqu’à la ville de Kaya, située à 100 km au nord de Ouagadougou, laquelle devrait recevoir un barreau ferroviaire desservant la mine de manganèse de Tambao. Pourtant, le magazine GEO 2019 parlait de la ligne Abidjan-Niger comme de "une des voies ferrées les plus vétustes d’Afrique de l’Ouest".

### Gare de ferroviaire de Bouaké

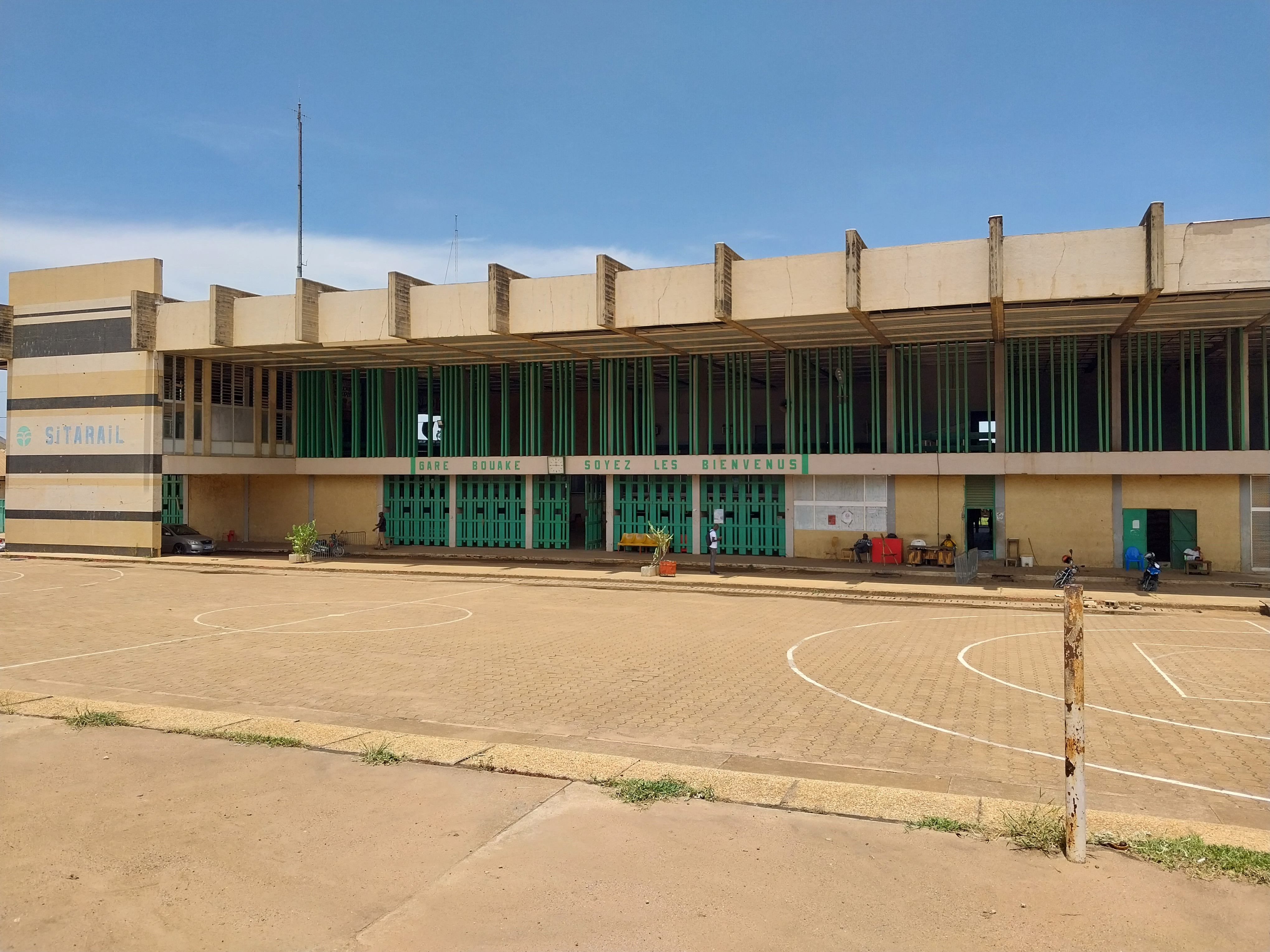
La Société internationale de transport africain par rail (ou SITARAIL) à BOUAKE